# Rosel Nitsche
Rosel Nitsche (1950) es una deportista de la RDA que compitió en remo.
Ganó dos medallas en el Campeonato Mundial de Remo, en los años 1974 y 1975, y cinco medallas en el Campeonato Europeo de Remo entre los años 1969 y 1973.

## Palmarés internacional
| Campeonato Mundial | Campeonato Mundial       | Campeonato Mundial | Campeonato Mundial |
| Año                | Lugar                    | Medalla            | Prueba             |
| ------------------ | ------------------------ | ------------------ | ------------------ |
| 1974               | Lucerna (Suiza)          | Medalla de oro     | Cuatro con timonel |
| 1975               | Nottingham (Reino Unido) | Medalla de oro     | Ocho con timonel   |
| Campeonato Europeo |                          |                    |                    |
| Año                | Lugar                    | Medalla            | Prueba             |
| 1969               | Klagenfurt (Austria)     | Medalla de plata   | Cuatro con timonel |
| 1970               | Tata (Hungría)           | Medalla de oro     | Ocho con timonel   |
| 1971               | Copenhague (Dinamarca)   | Medalla de plata   | Ocho con timonel   |
| 1972               | Brandeburgo (RDA)        | Medalla de plata   | Cuatro con timonel |
| 1973               | Moscú (URSS)             | Medalla de plata   | Cuatro con timonel |